# Poliaspis nitens
Poliaspis nitens är en insektsart som beskrevs av Fuller 1897. Poliaspis nitens ingår i släktet Poliaspis och familjen pansarsköldlöss. Inga underarter finns listade i Catalogue of Life.